# Beaufort West (municipalité)
La municipalité locale de Beaufort West (Beaufort West Local Municipality) est une municipalité locale du district municipal de Central Karoo dans la province du Cap-Occidental en Afrique du Sud. Le siège de la municipalité est situé dans la ville de Beaufort West.

## Localités de Beaufort West

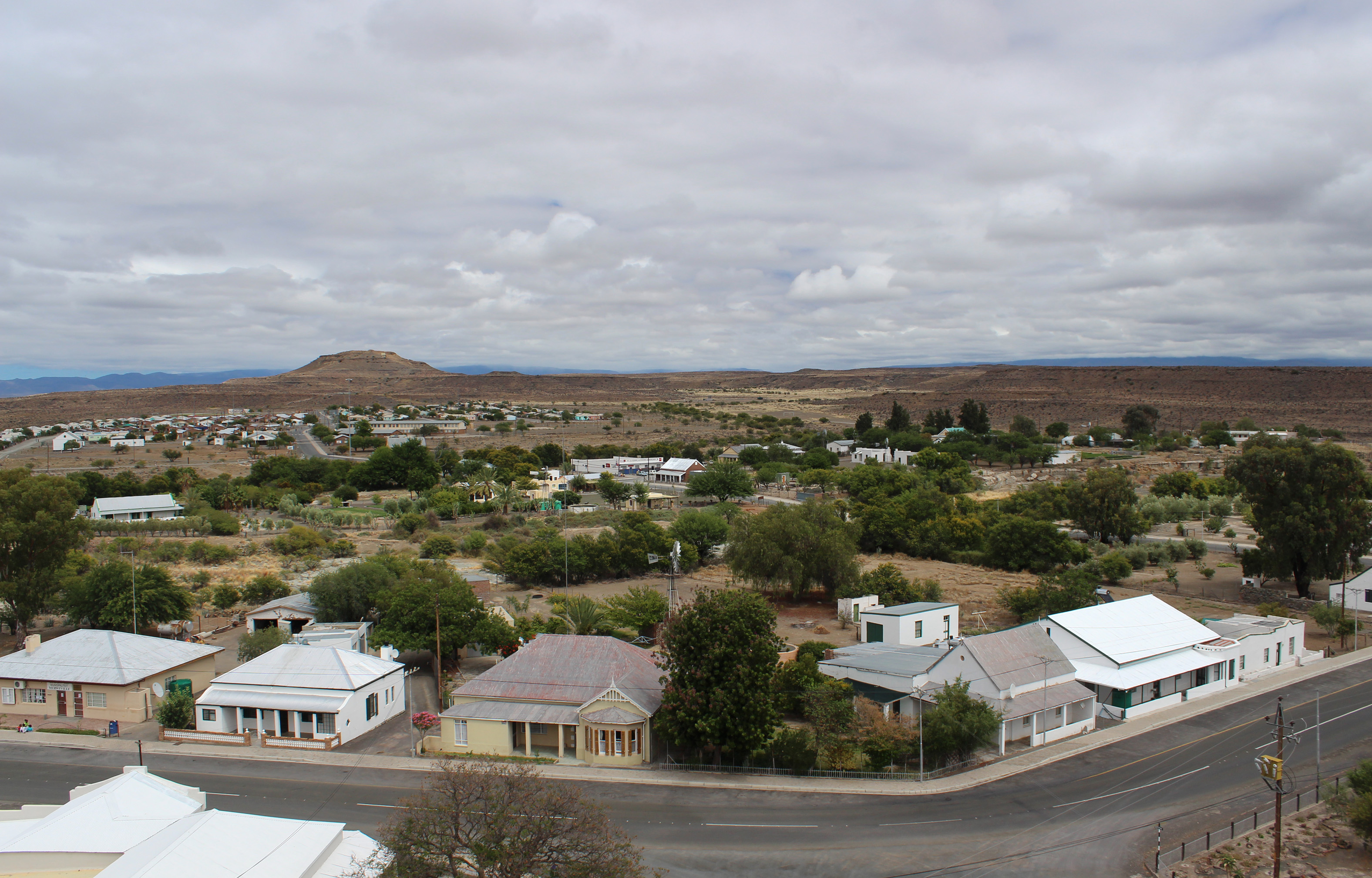
Le village de Merweville.

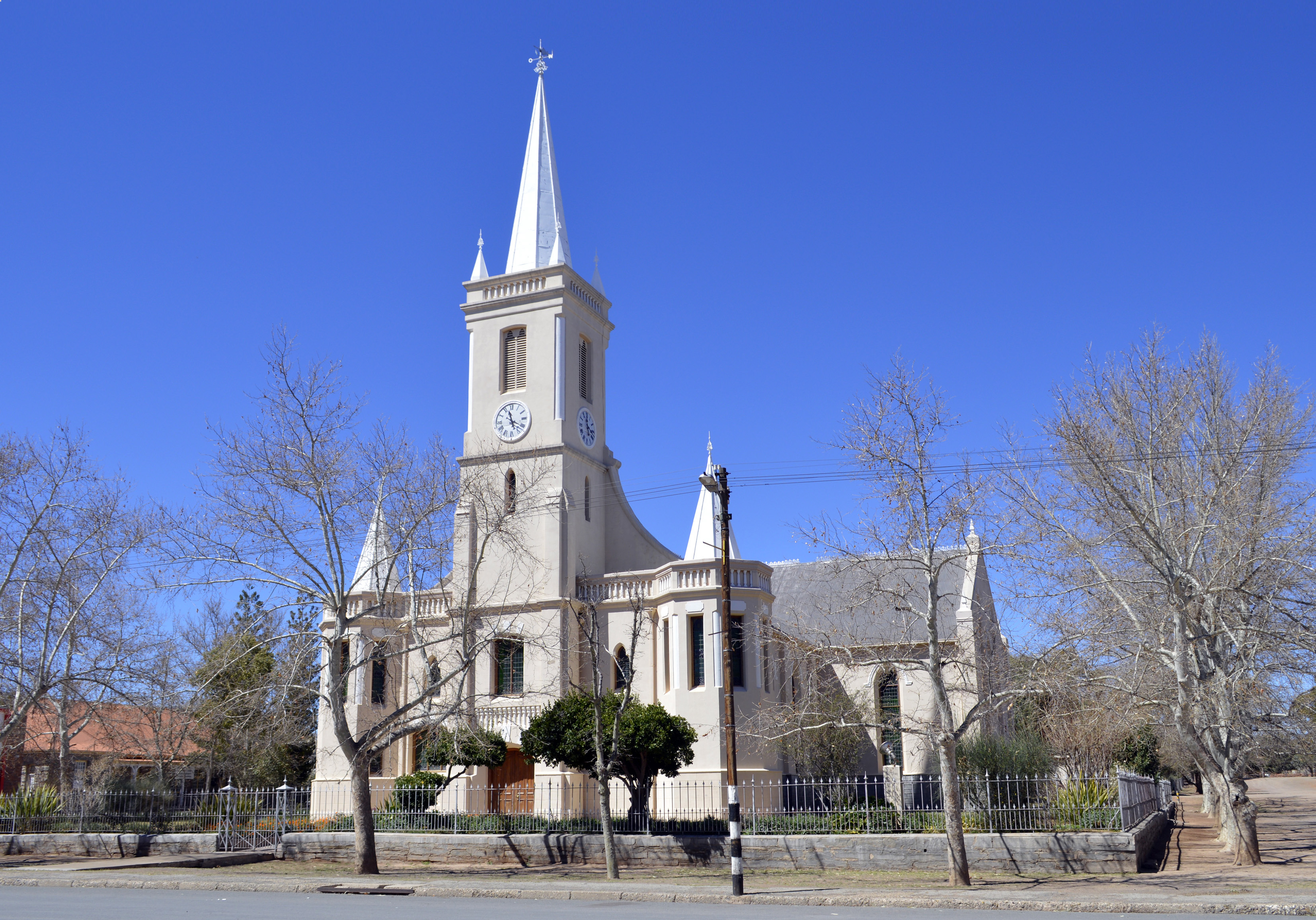
Église réformée hollandaise du village de Murraysburg.

La municipalité de Beaufort West comprend les localités suivantes : 
| Ville, villages et townships | Code   | Population | Superficie (km2) | Langue maternelle dominante |
| ---------------------------- | ------ | ---------- | ---------------- | --------------------------- |
| Beaufort West                | 183005 | 20 066     | 52,67            | Afrikaans                   |
| Kwa-Mandlenkosi              | 183007 | 5 249      | 1,64             | IsiXhosa                    |
| Merweville                   | 183009 | 1 592      | 32,59            | Afrikaans                   |
| Murraysburg                  | 183001 | 167        | 68,45            | Afrikaans                   |
| Nelspoort                    | 183003 | 1 699      | 72,04            | Afrikaans                   |
| New Town                     | 183006 | 529        | 0,44             | Afrikaans                   |
| Rooivlakte                   | 183002 | 4 902      | 0,85             | Afrikaans                   |
| Rustdene                     | 183008 | 8 241      | 1,75             | Afrikaans                   |
| Zone rurale                  | 183004 | 7 141      | 21 686,17        | Afrikaans                   |
| Total                        | Total  | 49 586     | 21 916,59        | Afrikaans                   |

## Démographie
Selon le recensement de 2011, les 49 586 résidents de la municipalité de Beaufort West sont majoritairement issus de la population coloured (73,47 %). Les populations noires et les Blancs représentent respectivement 16,34 % et 9,15 % des habitants.
Les habitants ont très majoritairement l'afrikaans pour langue maternelle (84,31 %).

## Administration et politique
Truman Prince, maire de la municipalité de Beaufort West de 1995 à 2005, fait les gros titres de la presse à scandale en 2005 pour avoir sollicité les services de prostituées mineures. Poursuivi en justice, il est exclu du Congrès national africain (ANC) et perd son mandat de maire. Il est remplacé par Siphiwo Amos Piti (ANC).
Après avoir fondé la Independent Civic Organisation of South Africa (ICOSA), Truman Prince est réintégré sur la liste que présente l'ANC lors de l'élection municipale de mai 2011. L'ANC remporte sept des treize sièges de conseillers municipaux. Truman Prince est alors réélu maire de la ville au cours du premier conseil municipal de la nouvelle municipalité.
À la suite des élections municipales sud-africaines de 2016 où l'Alliance démocratique (DA) obtient 48,99 % des voix contre 42,21 % au congrès national africain et 5,21 % au Karoo Democratic Force (KDF), Djorge Malooi (DA) est élu maire dans le cadre d'une coalition formée avec le KDF. Il démissionne de ses fonctions et de ses mandats en février 2017 pour des raisons familiales. À la suite d'une élection partielle, remportée par la DA, pour pourvoir le siège vacant, un nouveau maire est élu le 31 mai 2017. En juin 2018, la coalition entre le KDF et la DA implose. Le KDF s'allie à l'ANC rejetant la DA dans l'opposition municipale. Depuis 2021, la municipalité reste politiquement instable, marquée par la nomination de plusieurs maires successifs .

### Liste des maires
| Maires depuis 1995  | Parti politique                                            | Terme                             |
| ------------------- | ---------------------------------------------------------- | --------------------------------- |
| Truman Prince       | ANC                                                        | 1995 - 2005                       |
| Siphiwo Amos Piti   | ANC                                                        | 2005 - 2006                       |
| Juliet Jonas        | ANC                                                        | 2006-2010                         |
| Aloma Daniels       | ICOSA                                                      | ? - 2011                          |
| Truman Prince       | ANC                                                        | 2011 - 2016                       |
| Djorge Malooi       | DA                                                         | Aout 2016 - Février 2017          |
| Magdalene Slabbert  | DA                                                         | Intérim de mars à mai 2017        |
| Japie van der Linde | DA en alliance avec le KDF                                 | 31 mai 2017 - 3 juillet 2018      |
| Noel Constable      | Karoo Democratic Front (KDF) en alliance avec l'ANC        | 4 juillet 2018-25 mai 2021        |
| Quinton Louw        | ANC en alliance avec KDF                                   | 31 mai 2021-17 novembre 2021      |
| Gideon Pietersen    | Alliance patriotique (PA) en alliance avec l'ANC et le KDF | 17 novembre 2021 - juin 2022      |
| Thersia Prince      | Alliance patriotique (PA) en alliance avec l'ANC et le KDF | juin 2022 - 31 janvier 2023       |
| Ashley Sauls        | Alliance patriotique (PA) en alliance avec l'ANC et le KDF | 13 février 2023 - septembre 2023  |
| Ebenezer Botha      | Alliance patriotique (PA) en alliance avec l'ANC et le KDF | 5 septembre 2023 - 8 février 2024 |